# Cenote

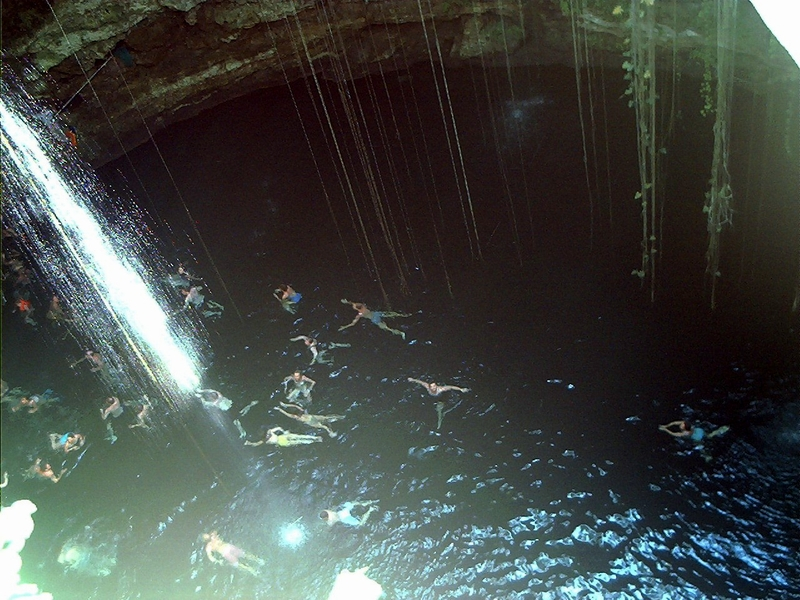
Cenote na Yucatánu v mexickém státě Quintana Roo

Cenote (podle mayského názvu na Yucatánu – množné číslo ve španělštině zní cenotes) je zatopený závrt krasového původu, jaké se nacházejí ve velmi hlubokých jeskyních s provalenými stropy i více pater nad sebou. Zde se shromažďuje podzemní voda vytvářející více či méně hlubokou nádrž. Existuje více druhů cenote: pod širým nebem, z části zakryté a podzemní nebo v jeskyni. Toto zařazení přímo souvisí se stářím cenote, přičemž ty nejstarší jsou úplně otevřené a mladší dodnes zachovávají svoji kupoli neporušenou. Stejně jako ostatní geomorfologické útvary jsou cenote pouze přechodné, mohou skončit ucpané a vysušené, vytvářející ledovcový kras.
Jejich typická morfologie se vyznačuje oválným, často kruhovým půdorysem a strmými stěnami. Během vývoje krasového masivu se cenote stávají podzemními komorami vzniklými rozkladem vápence vniklou dešťovou vodou. Při postupném růstu velikosti cenote může dojít k jejich zničení kolapsem kupole.
Cenote se vytvořily, když byla nižší hladina moře, během pleistocenních dob ledových. Cenote jsou v naprosté většině případů vyústěním složitých sítí podzemních toků, které si občas prorazí cestu až k moři. V těch může mořská voda, která má vyšší hustotu než sladká, pronikat až na dno celého systému. Proto se objevují cenote, ve kterých v určité hloubce voda přechází ze sladké na slanou, dokonce i u cenote, které jsou vzdálené mnoho kilometrů od pobřeží. Tato hladina kontaktu sladké a mořské vody se nazývá „haloclina“ a vytváří zajímavé vizuální efekty.
Cenote jsou typické struktury vápencových platforem poloostrovů Yucatán a Florida. Velmi podobné závrty se nacházejí na Nullarborské pláni na severním pobřeží Velkého australského zálivu a také na Bahamách, kde jsou známy jako blue holes neboli modré díry.
Nejznámější cenote je Studna Obětí v Chichén Itzá, v níž byly prováděny lidské oběti.